# Pedalada
A pedalada é um drible e uma finta de futebol que consiste no fato do jogador ofensivo ludibriar o adversário através da posse da bola, passando o pé por cima dela do meio interior para o exterior, em uma direção na qual ele não deseja continuar.
O drible foi inventado pelo jogador holandês Law Adam na década de 1920, o qual ficou conhecido pela alcunha "Adam Scissorsman", e foi utilizado pelo italiano Amedeo Biavati na década seguinte. O brasileiro Romeu Pellicciari utilizava o drible na década de 30 com o nome de "Passo de Ganso".
Tornou-se popular no final do século XX através dos jogadores brasileiros Denílson, Ronaldo Nazário e Robinho. Atualmente, a técnica é bastante realizada pelo jogador português Cristiano Ronaldo.